# Dawn Burrell
Dawn C. Burrell, född den 1 november 1973 i Philadelphia i Pennsylvania, är en amerikansk före detta friidrottare som främst tävlade i längdhopp.
Burrell vann guld vid friidrotts-VM inomhus 2001 i Lissabon. Hon är yngre syster till Leroy Burrell, tidigare världsrekordhållare på 100 meter.

## Uppväxt
Burrell växte upp i Lansdowne, en förort till Philadelphia, där hon på high school förutom längdhopp tävlade i kortdistanslöpning och häcklöpning.

## Karriär
Burrell studerade vid och tävlade för University of Houston, där hon efter hand började koncentrera sig på längdhopp. Under tiden som hon var student där deltog hon vid junior-VM i friidrott 1992 i Seoul på 100 meter häck, där hon blev sjua, och vid panamerikanska spelen 1995 i Mar del Plata, där hon kom på femte plats i längdhopp.
Burrell tog examen från universitetet 1996 och försökte kvalificera sig för det årets OS i Atlanta, men misslyckades. Hon rekryterades av USA:s armé, som hade en särskild enhet för framstående idrottare som siktade mot OS. 1997 blev hon amerikansk mästare inomhus och hon upprepade den bedriften året efter. Hon deltog vid inomhus-VM 1999 i Maebashi, där hon blev åtta. Under sommaren det året vann hon för första och enda gången de amerikanska mästerskapen utomhus, och senare kom hon sexa vid VM i Sevilla.

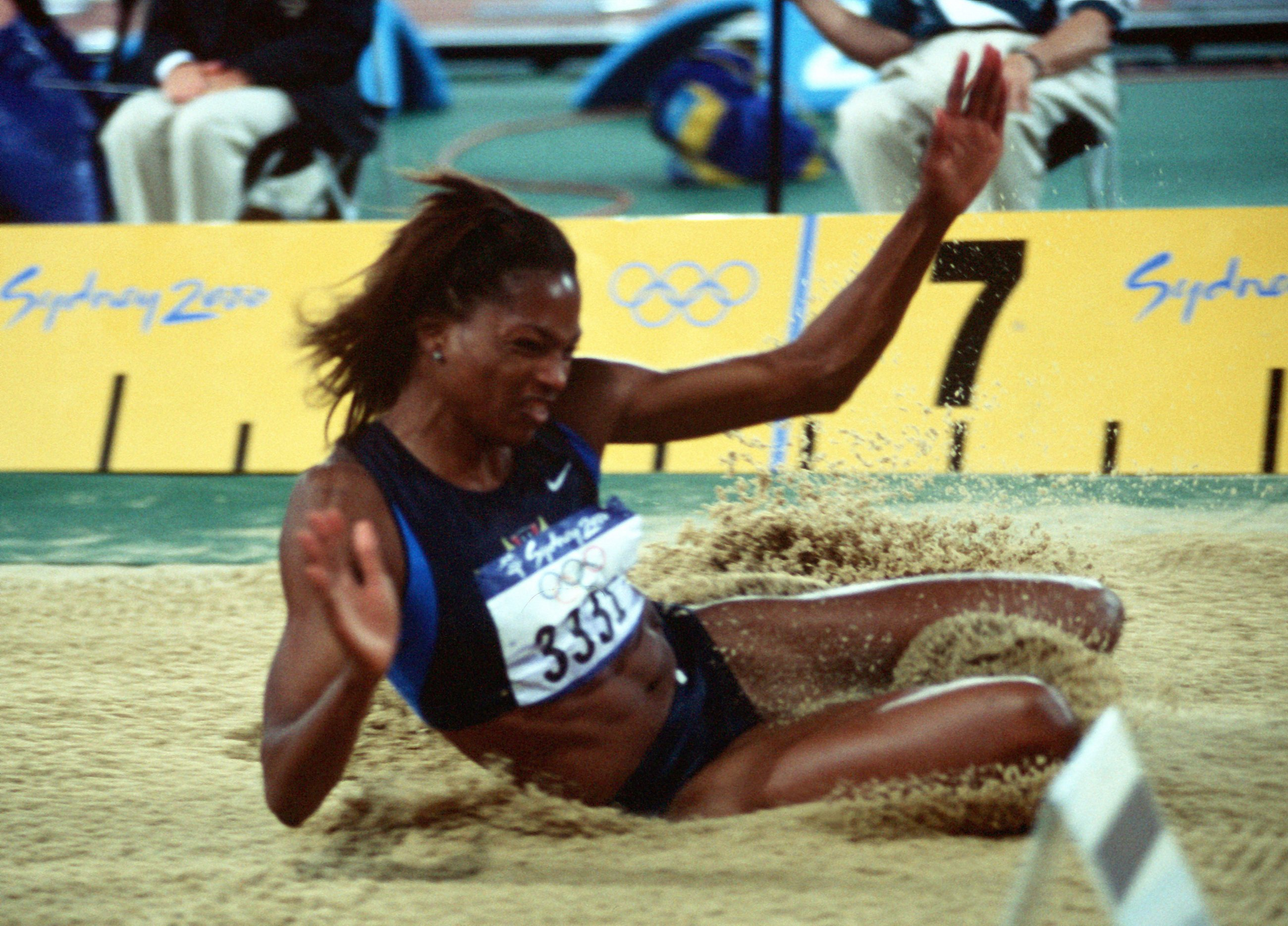
Burrell under OS 2000 i Sydney.

Sommaren 2000 vann Burrell DN-galan i Stockholm på 6,98 meter, vilket skulle visa sig vara hennes längsta hopp utomhus under karriären. Strax därefter tävlade hon i OS i Sydney, där hon bara fick till ett godkänt hopp i finalen och slutade elva (vilket i efterhand förbättrades till tia efter det att bronsmedaljören Marion Jones diskvalificerats på grund av dopning).
Burrell vann 2001 för tredje gången de amerikanska inomhusmästerskapen. Kort tid därefter nådde hon sin största framgång under karriären när hon vann guld vid inomhus-VM i Lissabon. Segerhoppet, som kom i sista omgången, mätte 7,03 meter, hennes första och enda sjumetershopp under karriären.
Burrell drabbades inte långt efter detta av en främre korsbandsskada som gjorde att hon missade hela utomhussäsongen. Hon försökte under flera år att komma tillbaka till internationell toppnivå, men drabbades hela tiden av nya skador. När hon misslyckades med att kvala in till OS 2008 i Peking gav hon till slut upp och avslutade karriären.

## Efter karriären
Tre veckor efter det att Burrell officiellt hade avslutat karriären började hon studera till kock vid Art Institute of Houston. Efter examen arbetade hon som kock i Houston och 2018 öppnade hon en egen restaurang och fick goda recensioner. I samband med covid-19-pandemin lämnade hon restaurangen för att arbeta med andra projekt inom matindustrin. Hon har deltagit i flera tävlingsprogram i matlagning på tv, bland annat Top Chef.
Burrell var en av sju idrottsprofiler som förärades en muralmålning i hemstaden Lansdowne 2024.

## Personliga rekord
- Längdhopp – 7,03 meter (10 mars 2001 i Lissabon)
  - Utomhus – 6,98 meter (1 augusti 2000 i Stockholm)